# Chiesa della Madonna del Lago (Scanno)
La chiesa della Madonna del Lago o dell'Annunziata è una piccola chiesa di Scanno, presso la sponda sudoccidentale del lago di Scanno. Si trova davanti alla chiesa dalla strada statale 479 Sannite, la quale passa sotto la chiesa; 2 rampe di scale si diramano dai 2 imbocchi della piccola galleria sotto la chiesa facendo accedere alla stessa.

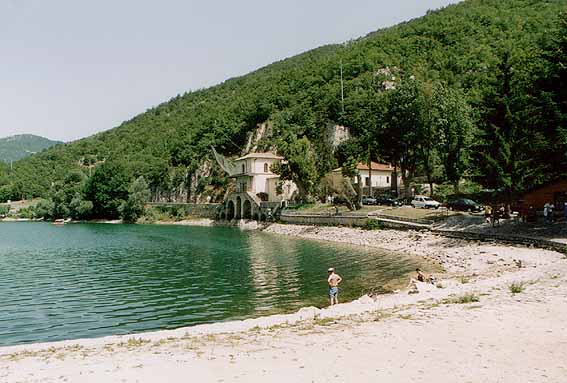
Il lago di Scanno con in vista la chiesa della Madonna del Lago

## Storia
La chiesa più volte ampliata e ristrutturata, prima si trovava solo su un lato della strada, poi ampliandola si è arrivati ad allargarla sopra la strada creando la galleria stretta a senso unico alternato. I signori che gestivano l'università di Scanno fecero una richiesta il 10 settembre del 1697 al monsignor G. Carducci il permesso di edificare una chiesa ove era una immagine della Madonna, la quale, secondo il folklore locale, compiva dei miracoli. Fu consacrata nel 1702 in onore dell'Annunziata.
Anticamente l'ingresso era posto sulla facciata orientale anteceduta da un portico a cinque arcate. Nel 1870-71, quando si dovette costruire la strada rotabile si dovette abbattere il portico e spostare l'ingresso sul facciata antistante al lago, durante i lavori vennero realizzate le due rampe d'accesso alla chiesa. La tettoia all'esterno ed il pavimento furono realizzati mediante un contributo da alcuni scannesi residenti in Nord America. Nel 1979 venne rubata la statua della Madonna. L'anno successivo venne realizzata una copia da un devoto scannese -Ciarletta Dante (1912-1997)- e posta nel luogo attuale.

### Leggenda del lago ghiacciato
La fondazione di questa chiesa è legata a una leggenda popolare. La storia racconta che durante una tempesta di neve un viandante viaggiava su un carretto lungo il fiume Sagittario, in direzione di Scanno. Infittendosi sempre di più la neve e la nebbia, il mercante scese, portando a mano l'asino, e raggiunse il paese di Villalago, dove doveva scambiare un orcio d'olio, e venne accolto da una famiglia. L'uomo però non volle fermarsi a dormire, e continuò il viaggio in mezzo alla bufera, che era peggiorata. In lontananza nella nebbia, l'uomo video una piccola luce, e si mise a seguirla, trovandosi all'improvviso in una piana assolata, come se fosse una normale giornata di primavera, anche se funestata da nuvole e pioggia; l'uomo tuttavia, mosso da curiosità e da una forza sovrannaturale, seguì il lumicino in lontananza, raggiungendo Scanno; non appena il paese apparve all'orizzonte, il lumicino cessò, e la dimensione della primavera scomparve, ritornando quella della tempesta di neve. L'uomo si accorse con stupore di aver attraversato il lago ghiacciato a piedi, e nel luogo dove appariva il lumicino che lo indirizzava verso la strada del paese, pochi anni dopo decide di erigervi l'attuale chiesa della Madonna del Lago, dove per la precisione già prima vi si trovava una cona votiva con statua della Madonna.

## Descrizione

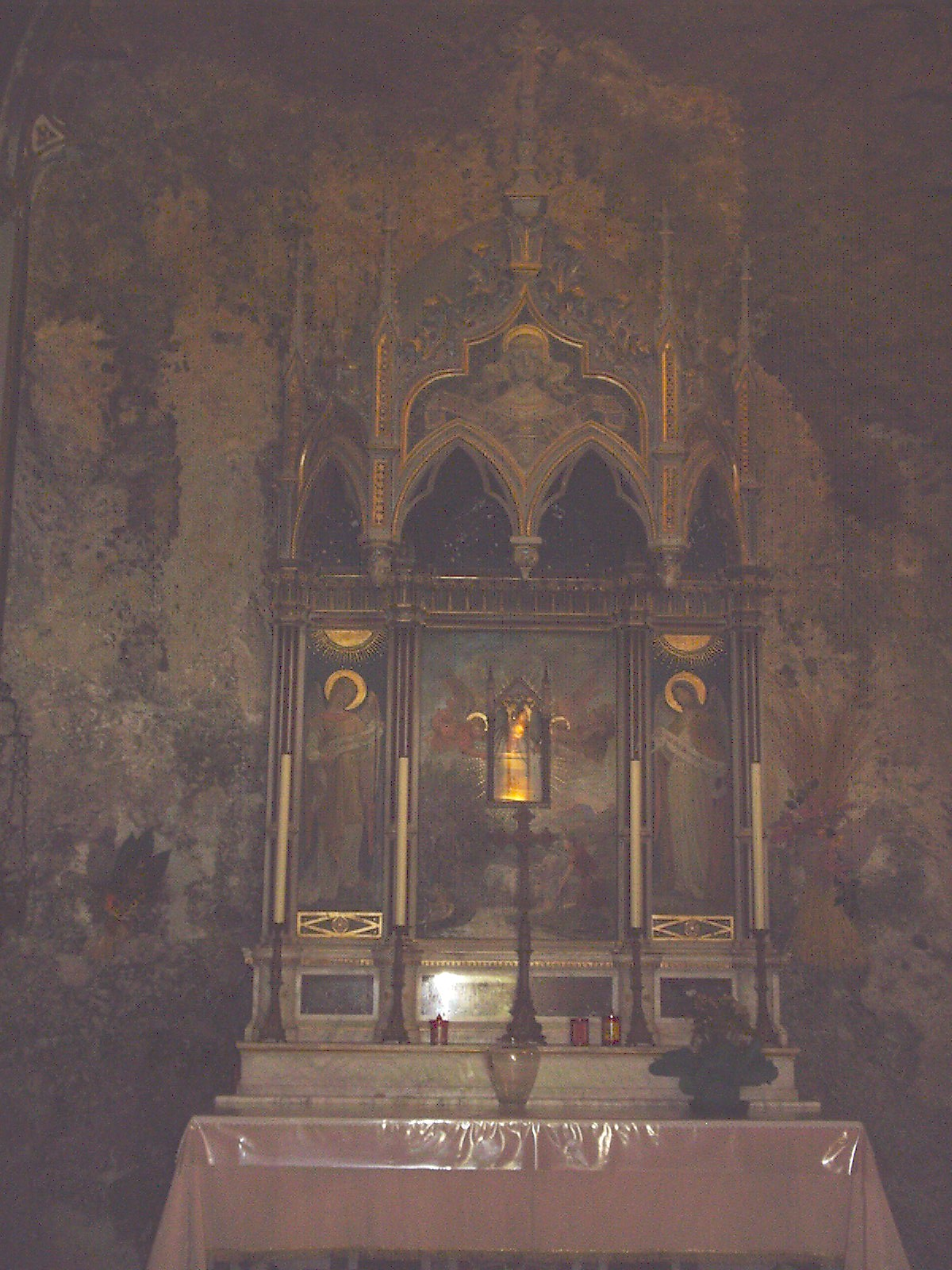
L'altare visto dall'ingresso

La chiesa è quadrata con gli angoli smussati e coperta da una cupola. Accanto alla chiesa vi è un locale anticamente usato come romitorio. L'interno è nelle forme attuali dopo vari restauri: nel 1903 l'altare venne sostituito con uno nuovo in stile neogotico veneziano. Poi si decise di uniformizzare lo stile a tutto l'interno. I lavori furono affidati ad Ettore Ferrari.
La parete ad est non ha muro in quanto poggiante sulla roccia grezza e non lavorata. Sull'altarino vi è una statuetta a mo' di pupazzetto della Madonna del Lago. Sugli angoli della chiesa, in alto, vi sono dei disegni a trompe l'œil a sembrare delle statue di profeti biblici. Sulla parete nord e sulla parete sud vi sono 2 tele ad olio inerenti fatti biblici.
I dipinti all'interno sono del 1911 e dipinti da Arcangelo e Silvio Centofanti, Egidio Berardi e Vittorio Spagnolo, mentre Filippo Ballerini si occupò della volta, le porte lignee furono eseguite da intagliatori di Capestrano. Dal piccolo sagrado della Chiesa vi è un belvedere sul lago di Scanno.

## Cultura

### Folklore
- Il 25 marzo si celebra la festa della Madonna del Lago con una Messa a cui partecipano gli abitanti dei paesi di Scanno, Villalago e Frattura di Scanno.
- Il 30 aprile l'effigie della Madonna viene portata a Scanno nella Chiesa Madre di Santa Maria della Valle dove rimane per tutto il mese di maggio, mese dedicato alla Madre di Dio.
- Il 24 agosto, sullo stesso spiazzaletto e tutt'intorno al lago, vi fanno "La Fiaccolata" cioè i fuochi d'artificio sul lago.

## Fonti
- Una pagina sulle chiese di Scanno su un Portale di Scanno alla voce Chiesa della Madonna del Lago
- Raffaele Giannantonio, paragrafo sulla chiesa della Madonna del Lago nel capitolo le Chiese in "Scanno Guida storico-artistica alla città e dintorni, pagg.48-50, Carsa Edizioni (2001), Pescara, ISBN 88-501-0008-6